# Aqüeducte romà de Sant Jaume dels Domenys
L'Aqüeducte romà dels Arcs és una obra del municipi de Sant Jaume dels Domenys (Baix Penedès) inclosa en l'Inventari del Patrimoni Arquitectònic de Catalunya.

## Descripció
Situat a uns 400 m de la finca dels Arcs, les restes de l'aqüeducte sorgeixen sobtadament al mig d'una plana.
Els arcs són alineats i formen una línia lleugerament corbada i agafen, aproximadament, una llargada total d'uns 70 m. Actualment estan dividits en tres grups. Seguint el curs de l'aqüeducte trobem el primer grup format per tres arcs, amb una llargada total de 12,7 m. En aquest grup l'amplada de cada arc és de 3 m. Després de 33,5 m de terra de conreu trobem el segon grup, format per un pilar d'un metre d'alçada i un arc solitari de 2,9 m d'amplada. L'últim grup està format per dos arcs, amb una llargada total de 8,7 m. La construcció dels arcs de mig punt és idèntica i reposen sobre uns pilars de secció rectangular. L'obra està realitzada amb pedra del país de diferents mides i agafades amb una gran quantitat del clàssic morter romà. Els arcs pròpiament dits són formats per lloses de cantell.